# Chronik der Streckenelektrifizierung der Deutschen Reichsbahn im Gebiet der DDR
In der Chronik der Streckenelektrifizierung der Deutschen Reichsbahn in der DDR sind alle Strecken aufgeführt, die die Deutsche Reichsbahn seit 1949 bis zu ihrem Aufgehen in der Deutschen Bahn 1994 elektrifiziert hat. Für den mit Gleichstrom und seitlicher Stromschiene betriebenen S-Bahn-Betrieb im Raum Berlin existieren tabellarische Übersichten unter Geschichte der Berliner S-Bahn.

## Ausgangslage
Die Preußische Staatseisenbahnen hatten, beginnend im Jahre 1910, einige in Mitteldeutschland gelegene Strecken des Vollbahnnetzes elektrifiziert. Dies betraf vor allem den Raum Magdeburg–Dessau–Bitterfeld–Halle–Leipzig. Im Ersten Weltkrieg war der elektrische Betrieb eingestellt worden, doch ab 1920 wurden die Anlagen von der inzwischen gebildeten Deutschen Reichsbahn wiederhergestellt und erweitert. Für dieses Gebiet wurde 1935 eine Gesamtlänge von 287 Kilometern elektrifizierter Strecken angegeben, wobei sich die Länge der überspannten Einzelgleise auf 1016,6 Kilometer summierte.
Nach dem Zweiten Weltkrieg wurde nach zwischenzeitlicher Wiederaufnahme des elektrischen Betriebes gemäß dem Potsdamer Abkommen (Befehl Nr. 95 der Sowjetischen Militäradministration (SMAD)) ab dem 29. März 1946 die Fahrleitungsanlagen und die zugehörigen Speiseeinrichtungen abgebaut, als Reparationsgut mitsamt den elektrischen Triebfahrzeugen an die UdSSR abgeliefert und damit der elektrische Bahnbetrieb in Mitteldeutschland zunächst beendet.
Ab 1955 wurde der elektrische Betrieb vorwiegend auf den genannten Strecken mit Hilfe wiedererlangter, gebrauchter Ausrüstung schrittweise wieder aufgenommen. Die Deutsche Reichsbahn elektrifizierte hierbei ihre Strecken in der Regel wieder mit Einphasenwechselstrom bei einer Spannung von 15 kV und einer Frequenz von 16⅔ Hertz. Lediglich die Rübelandbahn wurde wegen ihrer Insellage abweichend mit einer Spannung von 25 kV und einer Frequenz von 50 Hz elektrifiziert. Zu Versuchszwecken wurde ferner die Strecke Hennigsdorf–Wustermark nordwestlich von Berlin zeitweise ebenfalls mit 25 kV und 50 Hz elektrifiziert. Planmäßiger elektrischer Zugbetrieb bestand auf dieser Strecke jedoch nicht.

## 1950er Jahre
Nach dem vorläufigen Ende des elektrischen Zugbetriebes in der Sowjetischen Besatzungszone sollten nach dem Willen des SED-Politbüros wenigstens in Mitteldeutschland die am stärksten belasteten Strecken wieder elektrifiziert werden. So wurden im Dezember 1950 Verhandlungen mit der Sowjetunion aufgenommen, um die abgebauten, in Russland nicht nutzbare und teilweise unter freiem Himmel lagernde elektrische Ausrüstung sowie die beschlagnahmten Lokomotiven zurückzuerlangen. Als Austausch wurden 355 Weitstreckenwagen aus dem Waggonbau Ammendorf geliefert. Zwischen Juli 1952 und Januar 1953 kehrten die Lokomotiven und Triebwagen zurück, allerdings in einem derart schlechten Zustand, dass sich die ursprünglich noch für 1953 geplante Instandsetzung von 40 Lokomotiven zunächst erheblich verzögerte. Aus dem Bahnstromkraftwerk Muldenstein verbrachte Anlagenteile kamen hingegen teilweise original verpackt und unbenutzt aus der UdSSR zurück.
Im selben Jahr wurde mit der Elektrifizierung des ersten Abschnittes Halle–Köthen begonnen, dessen Eröffnung durch Verkehrsminister Erwin Kramer am 1. September 1955 erfolgte. Für den Betrieb standen an diesem Tag 14 aufgearbeitete Maschinen der Baureihe E 44 zur Verfügung. Ebenfalls instand gesetzt wurden Exemplare der Baureihen E 04, E 05, E 17, E 18, E 21.0, E 77, E 94 und E 95. Die Bahnstromversorgung erfolgte wie vor dem Krieg zentral über das Bahnkraftwerk Muldenstein in der Nähe von Bitterfeld, von wo aus bereits am 27. Juli 1955 die Bahnstromleitung zum Unterwerk Köthen in Betrieb genommen wurde.
Am 29. Dezember 1955 wurde die Elektrifizierung der Strecke Halle–Köthen bis nach Schönebeck (Elbe) ausgeweitet und zum Jahreswechsel 1956/57 folgte schließlich die Reststrecke nach Magdeburg. Bis 1959 wurden mit Ausnahme der für die Braunkohlenwirtschaft relevanten Geiseltalbahn Merseburg–Mücheln ausschließlich Wiederelektrifizierungen vorgenommen, so dass zum Ende des Jahrzehnts zumindest zwischen Magdeburg und Dessau im Norden sowie Weißenfels im Süden wieder elektrisch gefahren werden konnte. Insgesamt waren bis dahin 320,6 Streckenkilometer elektrifiziert.
| Datum         | Strecke zwischen den Bahnhöfen                       | Teil der Gesamtverbindung         | Länge (km) | Anmerkungen |
| ------------- | ---------------------------------------------------- | --------------------------------- | ---------- | --- |
| 12. Juni 1950 | (Falkenstein–) Staatsgrenze–Probstzella              | Hochstadt-Marktzeuln–Probstzella  | 1,7        | * Wiederelektrifizierung * vgl. Chronik der Streckenelektrifizierung der Deutschen Bundesbahn                                                 |
| 1. Sep. 1955  | Halle (Saale) Hbf/Güterbahnhof–Köthen                | Magdeburg–Leipzig                 | 35,8       | * Wiederelektrifizierung * andere Angabe nach bvm.berlin.de: 1. Oktober 1955                                                                  |
| 29. Dez. 1955 | Köthen–Schönebeck (Elbe)                             | Magdeburg–Leipzig                 | 35,1       | Wiederelektrifizierung |
| 12. Jan. 1957 | Schönebeck (Elbe)–Magdeburg Hbf                      | Magdeburg–Leipzig                 | 15,1       | * Wiederelektrifizierung * andere Angabe nach Züge unter Strom: 20. Dezember 1956                                                             |
| 15. März 1958 | Meinsdorf (=Roßlau (Elbe) Gbf)–Dessau Hbf–Bitterfeld | Trebnitz–Leipzig                  | 33,2       | Wiederelektrifizierung |
| 9. Juni 1958  | Bitterfeld–Leipzig Hbf                               | Trebnitz–Leipzig                  | 34,2       | * Wiederelektrifizierung * Gesamtstrecke Dessau–Bitterfeld–Leipzig nach Züge unter Strom: 9. Juli 1958                                        |
| 31. Okt. 1958 | Leipzig-Mockau–Leipzig-Schönefeld–Engelsdorf         | Leipzig-Wahren–Leipzig-Engelsdorf |            | * Wiederelektrifizierung * Teil des Leipziger Güterrings                                                                                      |
| 20. Dez. 1958 | Leipzig Hbf–Halle (Saale) Hbf                        | Magdeburg–Leipzig                 | 37,6       | * Wiederelektrifizierung * drei Bezirksstädte miteinander verbunden.                                                                          |
| 6. Apr. 1959  | Leipzig-Wahren Rbf–Leipzig-Mockau                    | Leipzig-Wahren–Leipzig-Engelsdorf |            | Wiederelektrifizierung Nord-Güterring Leipzig                                                                                                 |
| 15. Mai 1959  | Leipzig MTh Gbf–Leipzig-Wahren                       | Leipzig Hbf–Leipzig-Wahren        |            | * Wiederelektrifizierung * die Masten trugen zusätzlich die Speiseleitungen vom Uw Wahren zum Schaltposten Leipzig                            |
| 21. Dez. 1959 | Halle (Saale) Hbf–Merseburg–Weißenfels               | Halle–Bebra                       | 32,0       | Wiederelektrifizierung |
| 21. Dez. 1959 | Merseburg–Mücheln (Geiseltal)                        | Merseburg–Querfurt                | 17,5       | * Kohleabfuhrstrecke aus dem Geiseltal * Fahrleitungsbetrieb nach dem Ende der Förderung am 29. Juli 1996 eingestellt * Fahrleitung abgebaut. |

## 1960er Jahre
Zu Beginn des Jahrzehnts schritt die Elektrifizierung entsprechend den Vorgaben des V. Parteitages der SED von 1958 zügig voran. Es wurde vor allem das Sächsische Dreieck Leipzig–Zwickau–Karl-Marx-Stadt–Dresden–Leipzig in Angriff genommen. Nach dem Plan der sozialistischen Rekonstruktion des Verkehrswesens von 1960 sollte der Anteil der elektrischen Zugförderung bis 1965 von 4,9 Prozent auf 13 Prozent gesteigert werden. Bis 1970 war die Fertigstellung der Verbindungen Leipzig–Berlin und Dresden–Berlin vorgesehen, 1980 sollten 28 Prozent des Streckennetzes elektrifiziert sein. Außerdem wurde ein Typenprogramm für Neubaulokomotiven aufgenommen, aus dem die Baureihen E 11 und E 42 hervorgingen.
Da die Kapazitäten des Bahnkraftwerks Muldenstein bereits 1958 ausgeschöpft waren und der Bau eines weiteren Bahnkraftwerkes aufgrund des Fehlens eines Herstellers von Einphasenmaschinen im Rat für gegenseitige Wirtschaftshilfe unterblieb, wurden als zentral bezeichnete Umformerwerke in Karl-Marx-Stadt und Dresden-Niedersedlitz errichtet.
Am 17. März 1966 traf der DDR-Ministerrat jedoch den folgenreichen Beschluss, wonach dem Ausbau der Dieseltraktion den Vortritt vor der Elektrifizierung gelassen werden sollte.
Die Deutsche Reichsbahn befand sich zu diesem Zeitpunkt in einer misslichen Lage:
Einerseits war es erforderlich, den überalterten, wartungs- und personalintensiven Dampflokomotivbestand in absehbarer Zeit durch moderne Traktionsmittel zu ersetzen. Für eine schon damals sinnvolle, umfangreiche Streckenelektrifizierung fehlte es der DDR aber neben Baukräften und Material vor allem an Kraftwerkskapazitäten, was sich auch nicht kurzfristig beseitigen ließ. Die Verdieselung schien da ein gangbarer Ausweg zu sein.
Der Anteil der Dieseltraktion sollte von 3 Prozent im Jahr 1965 auf 72 Prozent im Jahr 1978 gesteigert werden. In den Folgejahren wurden nur noch die bereits im Bau befindlichen oder zumindest projektierten Strecken auf elektrischen Betrieb umgestellt. Abgesehen von Lückenschlüssen im Sächsischen Dreieck (bis 1970) sowie der Strecke zwischen Dessau und Magdeburg (1974/75) wurde lediglich noch bis 1967 die Thüringer Bahn zwischen Halle und Neudietendorf elektrifiziert, was allerdings schon seit 1942 geplant war. Ende 1969 waren damit 962,6 Streckenkilometer elektrifiziert.
| Datum         | Strecke zwischen den Bahnhöfen                           | Teil der Gesamtverbindung                                       | Länge (km) | Anmerkungen |
| ------------- | -------------------------------------------------------- | --------------------------------------------------------------- | ---------- | --- |
| 2. Okt. 1961  | Leipzig-Schönefeld Rbf/Leipzig-Engelsdorf Rbf–Abzw Anger | Leipzig-Engelsdorf–Leipzig-Connewitz und Leipzig–Eilenburg      |            | Leipziger Güterring Südost |
| 2. Okt. 1961  | Leipzig Bayer Bf–Böhlen                                  | Leipzig–Hof                                                     | 14,6       | Sächsisches Dreieck |
| 2. Okt. 1961  | Leipzig Hbf–Leipzig-Connewitz                            | Leipzig Hbf–Leipzig-Connewitz                                   | 8,6        | Sächsisches Dreieck |
| 2. Okt. 1961  | Böhlen–Espenhain                                         | Böhlen–Espenhain                                                | 6,77       | elektrischer Betrieb am 23. Mai 1993 eingestellt. |
| 15. Jan. 1962 | Böhlen–Altenburg                                         | Leipzig–Hof                                                     | 24,1       | Sächsisches Dreieck |
| 15. Jan. 1962 | Neukieritzsch–Borna                                      | Neukieritzsch–Chemnitz                                          | 7,1        | Sächsisches Dreieck |
| 26. Juni 1962 | Hennigsdorf–Wustermark                                   | Berliner Außenring                                              | 23,0       | * 50-Hz-Versuchsstrecke * Kettenwerk 1973 wieder abgebaut |
| 25. Mai 1963  | Altenburg–Werdau                                         | Leipzig–Hof                                                     | 35,2       | |
| 25. Mai 1963  | Werdau–Zwickau (Sachs) Hbf                               | Dresden–Werdau                                                  | 7,3        | |
| 25. Mai 1963  | Leipzig-Leutzsch–Leipzig-Plagwitz–Gaschwitz              | Leipzig–Probstzella und Leipzig-Plagwitz–Markkleeberg-Gaschwitz |            | Teil des Leipziger Güterrings |
| 28. Sep. 1963 | Halle (Saale) Hbf–Bitterfeld–Muldenstein                 | Berlin–Halle                                                    | 35,4       | Andere Angabe: 25. Mai 1963 |
| 20. Dez. 1963 | Werdau Bogendreieck–Reichenbach (Vogtl) ob Bf            | Leipzig–Hof                                                     | 17,1       | Sächsisches Dreieck |
| 5. Jan. 1964  | Leipzig Hbf–Großkorbetha                                 | Leipzig–Großkorbetha                                            | 31,9       | |
| 26. Mai 1965  | Zwickau (Sachs) Hbf–Karl-Marx-Stadt Hbf                  | Dresden–Werdau                                                  | 48,5       | * Sächsisches Dreieck * vier Bezirksstädte miteinander verbunden * andere Angabe: 30. Mai 1965 |
| 26. Sep. 1965 | Karl-Marx-Stadt Hbf–Freiberg (Sachs)                     | Dresden–Werdau                                                  | 40,2       | Sächsisches Dreieck |
| 1. Aug. 1966  | Blankenburg (Harz)–Königshütte (Harz)                    | Blankenburg–Tanne (Rübelandbahn)                                | 23,2       | * Inselbetrieb mit 25 kV bei 50 Hz * andere Angabe nach Züge unter Strom: 10. Dezember 1965. |
| 23. Sep. 1966 | Freiberg (Sachs)–Dresden Hbf/Dresden-Friedrichstadt      | Dresden–Werdau                                                  | 42,6       | * Sächsisches Dreieck * fünf Bezirksstädte miteinander verbunden. |
| 26. Mai 1967  | Weißenfels–Großheringen–Bad Sulza                        | Halle–Bebra                                                     | 28,7       | * Wiederelektrifizierung zwischen Weißenfels und Abzw Saaleck * andere Angabe: 28. Mai 1967 |
| 26. Mai 1967  | Camburg–Großheringen                                     | Großheringen–Saalfeld                                           | 10,0       | andere Angabe: 28. Mai 1967 |
| 15. Juli 1967 | Bad Sulza–Apolda                                         | Halle–Bebra                                                     | 11,1       | |
| 22. Sep. 1967 | Apolda–Erfurt Hbf–Neudietendorf                          | Halle–Bebra                                                     | 49,3       | * sechs Bezirksstädte miteinander verbunden * andere Angabe: Gesamtstrecke Großheringen–Erfurt–Neudietendorf am 28. September 1967, der Streckenabschnitt Erfurt–Neudietendorf sollte den Knoten Erfurt von Lokwechseln bei Güterzügen entlasten. |
| 28. Sep. 1969 | Dresden-Friedrichstadt–Radebeul-Naundorf–Coswig          | Berlin–Dresden                                                  | 12,6       | Sächsisches Dreieck |
| 28. Sep. 1969 | Dresden Hbf–Dresden-Neustadt                             | Děčín–Dresden-Neustadt                                          | 3,8        | Sächsisches Dreieck |
| 28. Sep. 1969 | Dresden-Neustadt–Riesa                                   | Leipzig–Dresden                                                 | 50,0       | Sächsisches Dreieck |
| 28. Sep. 1969 | Leipzig Hbf–Wurzen                                       | Leipzig–Dresden                                                 | 25,7       | Sächsisches Dreieck |
| 28. Okt. 1969 | Halle (Saale) Hbf–Angersdorf                             | Halle–Hann. Münden                                              | 9,1        | * S-Bahn Halle * Der Bahnhof Angersdorf wurde zusätzlich zum Umspannen von Güterzügen zur Entlastung des Knotens Halle (S) mit elektrifiziert. |
| 28. Okt. 1969 | Angersdorf Abzw Awo–Halle-Nietleben                      | Merseburg–Halle-Nietleben                                       | 10,1       | S-Bahn Halle |

## 1970er Jahre
Der von vielen Eisenbahnern mit Unverständnis aufgenommene Ministerratsbeschluss von 1966 führte zu Beginn der 1970er Jahre dazu, dass fast nur noch S-Bahn-Strecken auf elektrischen Betrieb umgestellt wurden. 1980 verbrauchte die Deutsche Reichsbahn 800.000 Tonnen Dieselkraftstoff, was einem Viertel des gesamten Verbrauchs in der DDR entsprach.
Als die Sowjetunion jedoch 1978 ihre Erdölpreise auch gegenüber der DDR auf Weltmarktniveau anhob, um mehr Devisen erwirtschaften zu können, musste die Regierung der DDR eine erneute Kehrtwende hin zum elektrischen Betrieb vollziehen. Hinzu kam, dass die DDR aus bislang preisgünstigen sowjetischen Erdöl hergestellte Produkte devisenbringend ins NSW verkaufte, und die Sowjetunion mit einer drastischen Erhöhung der Erdölpreise darauf reagierte. Schon 1976 änderte die SED auf ihrem IX. Parteitag die Prioritäten zugunsten einer wieder forcierten Elektrifizierung und bestätigte diesen Weg auf dem X. Parteitag 1981. So wurden bis Ende des Jahrzehnts schrittweise die Strecken Leipzig–Berlin und Dresden–Berlin in Angriff genommen. Zudem entstand als Neuentwicklung die Baureihe 250, eine schwere Güterzug-Elektrolokomotive, die ab 1977 in Dienst gestellt wurde.
Ende 1979 waren 1285,9 Streckenkilometer elektrifiziert. Der Anteil der elektrischen Zugförderung an der Gesamtförderleistung lag bei 17,8 Prozent, während sie bei der Deutschen Bundesbahn 83,1 Prozent betrug.
| Datum         | Strecke zwischen den Bahnhöfen               | Teil der Gesamtverbindung                | Länge (km) | Anmerkungen                                                                                                |
| ------------- | -------------------------------------------- | ---------------------------------------- | ---------- | --- |
| 31. Mai 1970  | Wurzen–Riesa                                 | Leipzig–Dresden                          | 40,1       | Vollendung der Direktverbindung Leipzig–Dresden und damit des Sächsischen Dreiecks.                        |
| 15. Okt. 1970 | Halle-Nietleben–Halle-Dölau                  | Halle Klaustor–Hettstedt                 | 3,5        | S-Bahn Halle                                                                                               |
| 11. Dez. 1970 | Merseburg–Buna Werke–Holleben–Halle-Neustadt | Merseburg–Halle-Nietleben                | 17,8       | S-Bahn Halle                                                                                               |
| 18. Dez. 1970 | Coswig–Meißen-Triebischtal                   | Borsdorf–Coswig                          | 10,7       | S-Bahn Dresden                                                                                             |
| 1. Jan. 1972  | Angersdorf–Holleben                          | Merseburg–Halle-Nietleben                | 1,3        | S-Bahn Halle                                                                                               |
| 21. Sep. 1972 | Halle (Saale) Hbf–Halle-Trotha               | Halle–Vienenburg                         | 7,3        | * Vollendung der Elektrifizierung der S-Bahn Halle * andere Angabe: 29. September 1972                     |
| 29. Sep. 1974 | Magdeburg Hbf–Magdeburg-Neustadt–Zielitz     | Magdeburg–Wittenberge                    | 19,9       | * S-Bahn Magdeburg * Wiederelektrifizierung bis auf den Abschnitt Magdeburg-Rothensee–Zielitz              |
| 29. Sep. 1974 | Schönebeck (Elbe)–Schönebeck-Salzelmen       | Schönebeck–Güsten                        | 3,0        | * S-Bahn Magdeburg * Wiederelektrifizierung bis auf den Abschnitt Magdeburg-Rothensee–Zielitz              |
| 4. Okt. 1974  | Roßlau–Zerbst                                | Trebnitz–Leipzig                         | 13,0       | * Wiederelektrifizierung * Ringschluss Leipzig–Halle–Magdeburg–Dessau–Leipzig                              |
| 15. Apr. 1975 | Zerbst–Trebnitz                              | Trebnitz–Leipzig                         | 4,9        | * Wiederelektrifizierung * Ringschluss Leipzig–Halle–Magdeburg–Dessau–Leipzig                              |
| 15. Apr. 1975 | Trebnitz–Biederitz                           | Biederitz–Trebnitz                       | 30,3       | * Wiederelektrifizierung * Ringschluss Leipzig–Halle–Magdeburg–Dessau–Leipzig                              |
| 15. Apr. 1975 | Biederitz–Magdeburg-Neustadt                 | Berlin–Magdeburg                         | 5,9        | * Wiederelektrifizierung * Ringschluss Leipzig–Halle–Magdeburg–Dessau–Leipzig                              |
| 20. Juni 1976 | Dresden Hbf–Schöna                           | Děčín–Dresden-Neustadt                   | 48,6       | * Schöna–Staatsgrenze und Systemtrennstelle zum tschechischen Netz erst 1986 * andere Angabe: 29. Mai 1976 |
| 15. Sep. 1976 | Leipzig-Plagwitz–Grünauer Allee              | Leipzig-Plagwitz–Leipzig Miltitzer Allee | 1,5        | S-Bahn Leipzig                                                                                             |
| 24. Sep. 1976 | Muldenstein–Burgkemnitz                      | Berlin–Halle                             | 4,8        | |
| 15. Dez. 1977 | Abzw Glindenberg–Barleben                    | Oebisfelde–Magdeburg                     | 2,0        | S-Bahn Magdeburg                                                                                           |
| 25. Mai 1978  | Burgkemnitz–Lutherstadt Wittenberg           | Berlin–Halle                             | 26,7       | |
| 15. Feb. 1979 | Lutherstadt Wittenberg–Zahna                 | Berlin–Halle                             | 10,7       | |
| 27. Mai 1979  | Zahna–Jüterbog                               | Berlin–Halle                             | 21,2       | |
| 27. Mai 1979  | Radebeul-West/Radebeul-Naundorf–Weinböhla    | Berlin–Dresden                           | 9,4        | |
| 30. Sep. 1979 | Weinböhla–Elsterwerda                        | Berlin–Dresden                           | 34,8       | |

## 1980er Jahre

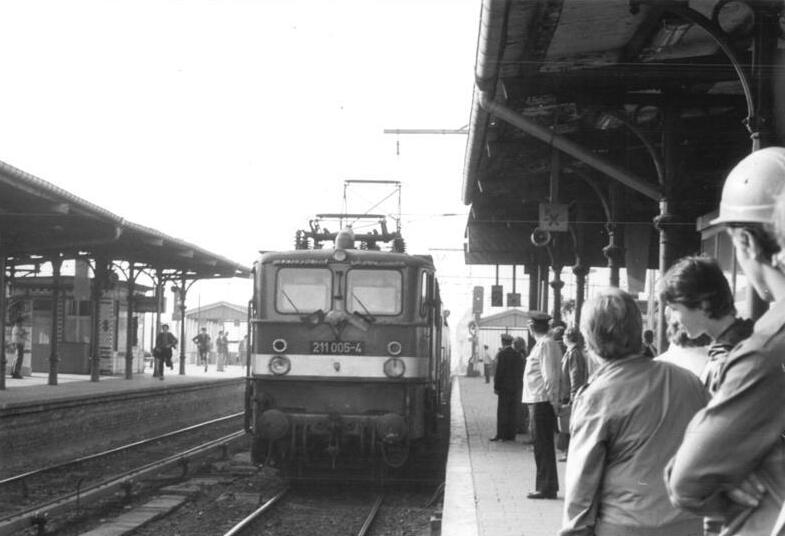
Eröffnungszug Streckenelektrifizierung (Bahnhof Berlin-Schöneweide Februar 1984)

Der Beschluss des X. Parteitages der SED von 1981 sah vor, die wichtigsten Nord-Süd-Strecken zu elektrifizieren. Die Elektrifizierung wurde zum Zentralen FDJ-Jugendobjekt erklärt und 1982 auf der 3. Tagung des Zentralrates der Freien Deutschen Jugend übergeben. 1984 waren 1200 Jugendliche an der Elektrifizierung beteiligt, was mehr als der Hälfte der Arbeitsleistungen entsprach.
Um den nun neu entstandenen Bedarf an weiteren elektrischen Lokomotiven zu decken, wurde die neu entwickelte Baureihe 243 in großer Stückzahl gebaut. Die Energieversorgung wurde bei dem Ausbau des Netzes nach Norden dezentral organisiert, das heißt, etwa alle 60 Kilometer wurden Umformerwerke mit fahrbaren Umformern errichtet, die die Energie direkt aus dem 50-Hz-Überlandnetz entnahmen. Die elektrische Energie wurde auf 16⅔ Hz umgeformt und auf 15 kV transformiert. Dadurch ließen sich viele Kilometer 110-kV-Bahnstromtrassen einsparen.
Die Zahl der jährlich elektrifizierten Streckenkilometer nahm bis Mitte der achtziger Jahre stetig zu: 1981 wurden 85,9 km, 1982 139,1 km, 1983 155,8 km, 1984 252,9 km und 1985 295 km jeweils neu elektrifiziert. Trotzdem verblieb selbst gegenüber anderen Bahnverwaltungen im RGW immer noch ein deutlicher Rückstand: So wurden Ende 1985 bei der DR 37 Prozent aller Zugförderleistungen auf 15,8 Prozent des Netzes elektrisch betrieben, während in der ČSSR 42 Prozent auf 24 Prozent, in Polen 56 Prozent auf 30 Prozent und in der Bundesrepublik 75 Prozent der Leistung auf 40 Prozent des Gesamtnetzes elektrisch gefahren wurden.
Nachdem am 2. Juni 1984 Berlin-Schöneweide und am 18. Mai 1985 schließlich Rostock erreicht war, widmete sich die DR verstärkt den beiden anderen Nord-Süd-Magistralen im Norden des Landes, um die für die DDR wichtigen Ostseehäfen mit den Industriezentren im südlichen Teil der Republik leistungsfähiger zu verbinden. Über Wismar wurden große Mengen Kali devisenbringend in den Westen exportiert, und der strategisch wichtige Fährhafen Mukran auf der Insel Rügen stellte zunehmend die wichtigste Verbindung zur Sowjetunion dar, weil sich auf diesem Wege das politisch unzuverlässige Polen umgehen ließ. Im April 1986 wurde auf dem Bahnhof Bad Kleinen die Inbetriebnahme des tausendsten elektrifizierten Kilometers seit dem X. Parteitag der SED 1981 gefeiert und im September 1987 war die Verbindung von Magdeburg über Stendal und Schwerin nach Wismar und Rostock fertiggestellt. Im Dezember 1987 wurde von Berlin aus über Eberswalde und Angermünde der Rangierbahnhof Stendell am Petrolchemischen Kombinat Schwedt, und im Frühsommer 1989 schließlich Mukran erreicht. Gleichzeitig wurden Ende der 1980er Jahre zur Abfuhr der energiewirtschaftlich äußerst wichtigen Braunkohle aus dem Niederlausitzer Revier ebenfalls ein Großteil der Strecken in diesem Gebiet auf elektrischen Zugbetrieb umgestellt, so dass am 30. September 1989 die erste elektrische Lokomotive Cottbus erreichte.
Bis zum Dezember 1986 wurde mit dem Abschnitt Schöna–Staatsgrenze der Strecke Bahnstrecke Děčín–Dresden-Neustadt erstmals eine grenzüberschreitende Strecke elektrifiziert. Die ČSD stellten ihren Anschlussabschnitt ein Jahr später fertig. An der Grenze wurde eine Systemtrennstelle eingerichtet. Das Ziel, den Dieselbetrieb auf dem Grenzstreckenabschnitt abzulösen, wurde jedoch erst 1992 erreicht.
| Datum         | Strecke zwischen den Bahnhöfen                            | Teil der Gesamtverbindung                              | Länge (km) | Anmerkungen |
| ------------- | --------------------------------------------------------- | ------------------------------------------------------ | ---------- | --- |
| 1. Juni 1980  | Jüterbog–Luckenwalde                                      | Berlin–Halle                                           | 13,0       | |
| 18. Dez. 1980 | Grünauer Allee–Wilhelm-Pieck-Allee                        | Leipzig-Plagwitz–Leipzig Miltitzer Allee               | 0,7        | S-Bahn Leipzig |
| 31. Mai 1981  | Elsterwerda–Doberlug-Kirchhain–Brenitz-Sonnewalde         | Berlin–Dresden                                         | 29,0       | |
| 27. Sep. 1981 | Brenitz-Sonnewalde–Uckro                                  | Berlin–Dresden                                         | 17,6       | |
| 27. Sep. 1981 | Luckenwalde–Ludwigsfelde                                  | Berlin–Halle                                           | 25,0       | |
| 16. Dez. 1981 | Uckro–Golßen                                              | Berlin–Dresden                                         | 14,2       | |
| 1. März 1982  | Golßen–Baruth                                             | Berlin–Dresden                                         | 10,4       | |
| 23. Mai 1982  | Ludwigsfelde–Genshagener Heide Ost                        | Berlin–Halle                                           | 15,3       | |
| 23. Mai 1982  | Baruth–Abzw Glasower Damm (BAR)                           | Berlin–Dresden                                         | 32,4       | |
| 23. Mai 1982  | Glasower Damm (BAR)–Michendorf–Seddin                     | Berliner Außenring                                     | 34,6       | |
| 31. Juli 1982 | Birkengrund/Genshagener Heide–Teltow                      | Berlin–Halle                                           | 8,2        | Strecken Halle–Berlin und Dresden–Berlin über den Berliner Außenring erstmals verbunden.                                                |
| 15. Dez. 1982 | Saarmund/Michendorf–Potsdam Hbf–Priort                    | Berliner Außenring                                     | 34,2       | sieben Bezirksstädte miteinander verbunden.                                                                                             |
| 22. Dez. 1982 | Delitzsch unt Bf–Delitzsch oberer Bahnhof                 | Verbindungsstrecke Leipzig–Dessau/Halle–Cottbus        | 4,0        | |
| 29. Mai 1983  | Abzw Glasower Damm West–Flughafen Berlin-Schönefeld       | Berliner Außenring                                     | 8,7        | |
| 29. Mai 1983  | Priort–Wustermark                                         | Berliner Außenring                                     | 4,7        | |
| 29. Mai 1983  | Priort–Wustermark Rbf                                     | Berliner Außenring                                     | 4,8        | |
| 29. Mai 1983  | Wustermark Rbf–Wustermark Gz-Gleis                        | Berliner Außenring                                     | 3,2        | |
| 29. Mai 1983  | Wustermark Rbf–Wustermark Pz-Gleis                        | Berliner Außenring                                     | 3,2        | |
| 13. Juni 1983 | Wilhelm-Pieck-Allee–Ho-Chi-Minh-Straße                    | Leipzig-Plagwitz–Leipzig Miltitzer Allee               | 1,0        | S-Bahn Leipzig |
| 25. Sep. 1983 | Abzw Golm–Werder (Havel)                                  | Verbindungsstrecke Berliner Außenring/Berlin–Magdeburg | 8,6        | |
| 25. Sep. 1983 | Flughafen Berlin-Schönefeld–Grünauer Kreuz–Berlin-Grünau  | Verbindungsstrecke Berliner Außenring/–Bln-Grünau      | 7,8        | |
| 25. Sep. 1983 | Doberlug-Kirchhain Nord–Abzw Hennersdorf–Hennersdorf      | Verbindungsstrecke Dresden–Berlin/Halle–Cottbus        | 8,0        | |
| 28. Sep. 1983 | Albrechtshof–Nauen                                        | Berlin–Hamburg                                         | 17,9       | |
| 28. Sep. 1983 | Wustermark/Priort–Falkenhagen–Hennigsdorf–Birkenwerder    | Berliner Außenring                                     | 48,0       | 50-Hz-Versuchsstrecke Hennigsdorf–Wustermark von 1962 unter Nutzung verwendbarer Masten erneut elektrifiziert                           |
| 7. Okt. 1983  | Hennigsdorf–Velten (Mark)                                 | Berlin-Schönholz–Kremmen                               | 9,0        | |
| 19. Dez. 1983 | Ho-Chi-Minh-Straße–Miltitzer Allee                        | Leipzig-Plagwitz–Leipzig Miltitzer Allee               | 0,8        | S-Bahn Leipzig |
| 25. Dez. 1983 | Birkenwerder–Löwenberg (Mark)                             | Bahnstrecke Berlin-Neustrelitz–Stralsund               | 25,0       | |
| 11. Apr. 1984 | Löwenberg (Mark)–Gransee                                  | Bahnstrecke Berlin-Neustrelitz–Stralsund               | 12,0       | |
| 15. Mai 1984  | Neudietendorf–Arnstadt                                    | Neudietendorf–Ritschenhausen                           | 10,1       | Entlastung der Umspannbahnhöfe Erfurt Hbf und Neudietendorf, Fahrleitung 1996 wieder abgebaut                                           |
| 21. Mai 1984  | Gransee–Fürstenberg (Havel)                               | Bahnstrecke Berlin-Neustrelitz–Stralsund               | 21,8       | |
| 28. Mai 1984  | Halle (Saale) Hbf–Delitzsch oberer Bahnhof                | Halle–Cottbus                                          | 26,0       | |
| 1. Juni 1984  | Glauchau–Gößnitz                                          | Glauchau–Gößnitz                                       | 12,4       | |
| 2. Juni 1984  | Fürstenberg (Havel)–Adamsdorf                             | Berlin–Neustrelitz, Neustrelitz–Warnemünde             | 28,0       | |
| 2. Juni 1984  | Berlin Grünau–Berlin-Schöneweide                          | Berlin-Grünau–Berlin-Lichtenberg                       | 8,8        | Mit Schöneweide Anbindung des ersten von drei Berliner Fernbahnhöfen.                                                                   |
| 25. Sep. 1984 | Zielitz–Borstel (b Stendal)                               | Magdeburg–Wittenberge                                  | 43,3       | |
| 30. Sep. 1984 | Delitzsch Südwestkurve                                    | Verbindungsstrecke Leipzig–Dessau/Halle–Cottbus        | 1,8        | |
| 30. Sep. 1984 | Berlin-Schöneweide–Frankfurter Allee–Berlin-Lichtenberg   | Berlin-Grünau–Berlin-Lichtenberg                       | 13,9       | Anbindung von Lichtenberg als zweiten Berliner Fernbahnhof                                                                              |
| 27. Okt. 1984 | Adamsdorf–Kargow                                          | Neustrelitz–Warnemünde                                 | 22,8       | |
| 15. Dez. 1984 | Berlin-Lichtenberg–Birkenwerder                           | Berliner Außenring                                     | 36,7       | Berliner Außenring bis auf Grünauer Kreuz–Eichgestell–Berlin-Lichtenberg geschlossen, vorerst Umleitung von Fernzügen über Schöneweide. |
| 15. Dez. 1984 | Kargow–Waren (Müritz)                                     | Neustrelitz–Warnemünde                                 | 6,4        | |
| 30. Apr. 1985 | Waren (Müritz)–Langhagen                                  | Neustrelitz–Warnemünde                                 | 25,5       | |
| 18. Mai 1985  | Langhagen–Güstrow–Rostock Hbf                             | Neustrelitz–Warnemünde                                 | 51,7       | * Elektrifizierung vorerst über Güstrow und Schwaan * acht Bezirksstädte zuzüglich Berlin miteinander verbunden.                        |
| 1. Juni 1985  | Grünauer Kreuz–Eichgestell–Berlin-Lichtenberg             | Berliner Außenring                                     | 21         | Direkte Anbindung von Lichtenberg, ersetzt bisherige Südanfahrt über Schöneweide und Ostkreuz.                                          |
| 3. Juli 1985  | Eichgestell–Rummelsburg Rbf                               | Verbindungsstrecke vom Berliner Außenring              | 11         | |
| 1. Okt. 1985  | Roßlau–Coswig (Anhalt)                                    | Rosslau–Falkenberg/Elster                              | 16,9       | |
| 23. Nov. 1985 | Rostock Hbf–Gbf–Seehafen/Rostock-Bramow                   | (Berlin–) Neustrelitz–Warnemünde/Seehafen Nord         | 20         | |
| 14. Dez. 1985 | Rostock-Bramow–Warnemünde                                 | Neustrelitz–Warnemünde                                 | 13,3       | Fertigstellung der Gesamtverbindung Berlin–Rostock–Warnemünde.                                                                          |
| 14. Dez. 1985 | Karower Kreuz–Rbf Berlin-Pankow                           | Verbindungsstrecke vom Berliner Außenring              | 7          | |
| 14. Dez. 1985 | Abzw Ostendgestell–Berlin-Köpenick                        | Rangierbahnhof Wuhlheide                               | 7          | |
| 14. Dez. 1985 | Coswig (Anhalt)–Lutherstadt Wittenberg                    | Rosslau–Falkenberg/Elster                              | 14,7       | |
| 15. Dez. 1985 | Lalendorf–Kavelsdorf                                      | Neustrelitz–Warnemünde                                 | 32,5       | |
| 15. Dez. 1985 | Kavelsdorf–Rostock Hbf                                    | Neustrelitz–Warnemünde                                 | 9,2        | |
| 15. Dez. 1985 | Rostock Hbf–Gbf-Seehafen                                  | Rostock–Rostock Seehafen Nord                          | 15,2       | |
| 10. Jan. 1986 | Borstel (b Stendal)–Geestgottberg                         | Magdeburg–Wittenberge                                  | 39,3       | |
| 12. Apr. 1986 | Bad Kleinen-Bützow                                        | Bad Kleinen–Rostock                                    | 40,6       | 1000. Kilometer elektrifizierter Strecke seit dem X. Parteitag                                                                          |
| 12. Apr. 1986 | Bützow-Güstrow                                            | Bützow–Szczecin                                        | 13,5       | |
| 12. Apr. 1986 | Güstrow–Schwaan                                           | Güstrow–Schwaan                                        | 17,4       | |
| 12. Apr. 1986 | Riekdahl–Bentwisch                                        | Anschluss Düngemittelwerk Poppendorf                   | 7          | Teil der erst 1991 vollendeten Gesamtverbindung Rostock–Stralsund                                                                       |
| 30. Mai 1986  | Bentwisch–Poppendorf                                      | Anschluss Düngemittelwerk Poppendorf                   | 5          | |
| 27. Sep. 1986 | Lutherstadt Wittenberg–Falkenberg (Elster)                | Roßlau–Falkenberg/Elster                               | 54,1       | |
| 30. Nov. 1986 | Falkenberg (Elster)–Zeithain Bogendreieck (–Riesa)        | Jüterbog–Röderau                                       | 30,0       | |
| 13. Dez. 1986 | Schöna–Staatsgrenze (ČSSR)                                | Dresden–Děčín                                          | 2,1        | |
| 13. Dez. 1986 | Riesa–Elsterwerda–Elsterwerda-Biehla                      | Riesa–Elsterwerda                                      | 22         | |
| 13. Dez. 1986 | Delitzsch–Eilenburg                                       | Halle–Cottbus                                          | 22,5       | |
| 30. Mai 1987  | Berlin-Rummelsburg/Berlin-Wuhlheide–Berlin Hbf            | Verbindungskurven vom Berliner Außenring, Berlin–Guben | 14         | |
| 30. Mai 1987  | Wismar–Bad Kleinen–Schwerin Hbf                           | Ludwigslust–Wismar                                     | 32,0       | |
| 30. Mai 1987  | Schwerin Hbf–Ludwigslust                                  | Ludwigslust–Wismar                                     | 36,0       | * Neun Bezirksstädte zuzüglich Berlin miteinander verbunden * Anschluss des dritten Berliner Fernbahnhofes.                             |
| 30. Mai 1987  | Ludwigslust-Klein Warnow                                  | Berlin–Hamburg                                         | 14,4       | |
| 31. Mai 1987  | Berlin Rummelsburg Betriebsbahnhof - Biesdorfer Kreuz Süd | Verbindungsbahn nach Kaulsdorf                         | 3,9        | |
| 28. Aug. 1987 | Klein Warnow–Wittenberge                                  | Berlin–Hamburg                                         | 28,0       | |
| 26. Sep. 1987 | Wittenberge–Geestgottberg                                 | Magdeburg–Wittenberge                                  | 5,8        | Ringschluss im Norden der DDR |
| 3. Okt. 1987  | Berlin-Blankenburg–Karower Kreuz–Bernau–Eberswalde Hbf    | Berlin–Szczecin                                        | 36,9       | |
| 16. Okt. 1987 | Berlin Grünau–Königs Wusterhausen                         | Berlin–Görlitz                                         | 13,5       | |
| 31. Okt. 1987 | Falkenberg (Elster)–Ruhland                               | Węgliniec–Roßlau                                       | 49,5       | |
| 31. Okt. 1987 | Ruhland–Senftenberg                                       | Großenhain–Cottbus                                     | 12,4       | |
| 7. Nov. 1987  | Königs Wusterhausen–Halbe                                 | Berlin–Görlitz                                         | 23,2       | |
| 19. Dez. 1987 | Ruhland–Hohenbocka                                        | Węgliniec–Falkenberg/Elster                            | 10,4       | |
| 20. Dez. 1987 | Eberswalde Hbf–Angermünde                                 | Berlin–Szczecin                                        | 25,2       | mit Anschluss zum Erdölverarbeitungswerk Schwedt                                                                                        |
| 6. März 1988  | Angermünde–Prenzlau                                       | Angermünde–Stralsund                                   | 36,6       | |
| 31. März 1988 | Hohenbocka–Knappenrode                                    | Węgliniec–Falkenberg/Elster                            | 22,3       | |
| 25. Mai 1988  | Prenzlau–Pasewalk/Charlottenhof                           | Angermünde–Stralsund                                   | 24,0       | |
| 28. Mai 1988  | Staatsgrenze (VRP)–Oderbrücke                             | Frankfurt (Oder)–Poznań                                | 0,7        | Elektrifizierung mit 3000 V Gleichspannung aus Polen                                                                                    |
| 23. Sep. 1988 | Leipzig Hbf–Eilenburg                                     | Leipzig–Eilenburg                                      | 24,1       | |
| 23. Sep. 1988 | Pasewalk–Anklam–Züssow                                    | Angermünde–Stralsund                                   | 59,6       | |
| 9. Dez. 1988  | Züssow–Greifswald                                         | Angermünde–Stralsund                                   | 17,7       | |
| 17. Dez. 1988 | Greifswald–Stralsund                                      | Angermünde–Stralsund                                   | 31,2       | |
| 17. Dez. 1988 | Stralsund–Stralsund Rügendamm                             | Stralsund–Saßnitz                                      | 3,9        | |
| 17. Dez. 1988 | Senftenberg–Spreewitz                                     | Senftenberg–Spreewitz                                  |            | |
| 17. Dez. 1988 | Spreewitz–Knappenrode                                     | Knappenrode–Sornoer Buden                              | 12,2       | |
| 17. Dez. 1988 | Halbe–Lübbenau                                            | Berlin–Görlitz                                         | 35,2       | |
| 17. Dez. 1988 | Lübbenau–Senftenberg                                      | Lübbenau–Kamenz                                        | 39,1       | |
| 7. März 1989  | Eilenburg–Mockrehna                                       | Halle–Cottbus                                          | 14,2       | Dieselbe Quelle gibt für den 4 km langen Unterabschnitt Eilenburg Ost–Sprotta bereits den 27. Mai 1988 als Eröffnungsdatum an.          |
| 15. März 1989 | Züssow–Wolgast                                            | Züssow–Wolgast Hafen                                   | 19,0       | Fahrleitung bis 2004 im Zusammenhang mit dem Lückenschluss Wolgast Hafen–Wolgaster Fähre wieder abgebaut                                |
| 26. Mai 1989  | Mockrehna–Falkenberg (Elster)                             | Halle–Cottbus                                          | 31,5       | |
| 27. Mai 1989  | Stralsund–Lietzow–Saßnitz                                 | Stralsund–Saßnitz                                      | 51,2       | |
| 27. Mai 1989  | Lietzow–Binz                                              | Lietzow–Binz                                           | 12,1       | |
| 27. Mai 1989  | Lietzow–Mukran                                            | Stralsund–Saßnitz                                      | 2,8        | Anbindung der Fährhäfen auf Rügen |
| 23. Sep. 1989 | Borsdorf–Beucha                                           | Borsdorf–Coswig                                        | 3,6        | Fahrleitung 2011 wieder abgebaut. |
| 23. Sep. 1989 | Jüterbog–Falkenberg (Elster)                              | Jüterbog–Röderau                                       | 49,1       | |
| 30. Sep. 1989 | Lübbenau–Cottbus                                          | Berlin–Görlitz                                         | 29,1       | Zehn Bezirksstädte zuzüglich Berlin miteinander verbunden                                                                               |
| 30. Nov. 1989 | Falkenberg (Elster)–Abzw Lindthal–Abzw Altdöbern Süd      | Halle–Cottbus, Lindthal–Altdöbern Süd                  | 40,0       | |
| 16. Dez. 1989 | Abzw Lindthal–Cottbus                                     | Halle–Cottbus                                          | 39,0       | |

## 1990er Jahre
Unabhängig von den politischen Ereignissen im Zusammenhang mit der Deutschen Wiedervereinigung wurden die meisten der Ende der 1980er Jahre begonnenen Projekte vollendet. Dazu gehören die letzten Strecken in der Niederlausitz sowie die Verbindungen zwischen Berlin und der polnischen Grenze, von Rostock nach Stralsund, von Riesa in das inzwischen rückumbenannte Chemnitz, vom Rangierbahnhof Seddin nahe Potsdam nach Dessau, von Nauen nach Wittenberge und die südlich des Harzes verlaufende Bahnstrecke Halle–Hann. Münden, die als Verbindung von Halle zum Zementwerk in Deuna begonnen wurde.
Allerdings wurden bedingt durch den massiven Rückgang des Güterverkehrs im Bereich der DR verschiedene Planungen aus DDR-Zeiten hinausgezögert, wie bei dem erst 1997 vollendeten Abschnitt Oberröblingen–Sömmerda, oder gleich ganz verworfen, wie die Strecken Leipzig–Zeitz–Gera, Cottbus–Görlitz, Dresden–Görlitz, Weimar–Gera–Gößnitz und Leipzig–Chemnitz. Priorität genossen dagegen nun die Lückenschlüsse zum Netz der Deutschen Bundesbahn, die unter dem Schlagwort Verkehrsprojekte Deutsche Einheit geführt wurden. Diese wurden jedoch mehrheitlich erst ab 1994 und damit unter Regie der Deutschen Bahn AG vollendet.
| Datum         | Strecke zwischen den Bahnhöfen                                        | Teil der Gesamtverbindung                           | Länge (km) | Anmerkungen                                                                                          |
| ------------- | --------------------------------------------------------------------- | --------------------------------------------------- | ---------- | --- |
| 1. Mai 1990   | Oranienbaum                                                           | Werkbahn Gräfenhainichen–Vockerode                  |            | |
| 26. Mai 1990  | Cottbus–Senftenberg                                                   | Großenhain–Cottbus                                  | 34,3       | |
| 16. Sep. 1990 | Berlin Frankfurter Allee–Pankow Rbf/Berlin-Blankenburg                | Verbindungsstrecke Berlin-Lichtenberg–Karower Kreuz |            | Damit elektrischer Betrieb von Lichtenberg in Richtung Stralsund ohne Fahrt über Berliner Außenring. |
| 30. Sep. 1990 | Berlin-Köpenick–Fürstenwalde (Spree)                                  | Berlin–Guben                                        | 35,6       | |
| 15. Dez. 1990 | Fürstenwalde (Spree)–Frankfurt (Oder)                                 | Berlin–Guben                                        | 33,9       | |
| 15. Dez. 1990 | Frankfurt (Oder)–Eisenhüttenstadt–Guben                               | Berlin–Guben                                        | 48,5       | |
| 15. Dez. 1990 | Guben–Cottbus                                                         | Cottbus–Guben                                       | 37,0       | |
| 15. Dez. 1990 | Frankfurt (Oder) Rbf–Frankfurt (Oder) Pbf–Frankfurt (Oder) Oderbrücke | Frankfurt (Oder)–Poznań                             | 3,4        | |
| 15. Dez. 1990 | Frankfurt (Oder)-Rosengarten–Frankfurt (Oder) Rbf                     | Güterbahn                                           |            | |
| 1. Juni 1991  | Angersdorf–Lutherstadt Eisleben                                       | Halle–Hann. Münden                                  | 27,8       | Integrierung in das VDE-Projekt Nr. 6                                                                |
| 2. Juni 1991  | Stralsund-Velgast-Bentwisch                                           | Stralsund–Rostock                                   | 64,8       | |
| 2. Juni 1991  | Riesa–Döbeln Hbf                                                      | Riesa–Chemnitz                                      | 26,0       | |
| 2. Juni 1991  | Velgast–Barth                                                         | Velgast–Prerow                                      | 11,4       | Abbau der Fahrleitung 2005                                                                           |
| 26. Sep. 1991 | Neustadt (b Coburg)–Sonneberg Hbf                                     | Coburg–Sonneberg                                    | 4,3        | davon 1,9 km in Bayern                                                                               |
| 8. Dez. 1991  | Döbeln Hbf–Chemnitz Hbf                                               | Riesa–Chemnitz                                      | 40,5       | Direktverbindung Berlin–Chemnitz                                                                     |
| 30. Mai 1992  | Nauen–Wittenberge                                                     | Berlin–Hamburg                                      | 91,4       | |
| 31. Mai 1992  | Ruhland–Großenhain Cottb Bf                                           | Großenhain–Cottbus                                  | 32,9       | Direktverbindung Cottbus–Dresden                                                                     |
| 31. Mai 1992  | Großenhain Cottb Bf–Priestewitz                                       | Großenhain–Priestewitz                              | 5,0        | Direktverbindung Cottbus–Dresden                                                                     |
| 31. Mai 1992  | Großenhain Cottb Bf–Großenhain Berliner Bf                            | Verbindungsbahn                                     |            | Direktverbindung Cottbus–Dresden                                                                     |
| 31. Mai 1992  | Seddin–Wiesenburg (Mark)–Meinsdorf–Rosslau (Elbe) Rbf                 | Berlin–Wiesenburg–Dessau                            |            | Direktverbindung Berlin–Dessau.                                                                      |
| 31. Aug. 1992 | Wustermark–Nauen                                                      | Jüterbog–Nauen                                      | 9,0        | |
| 10. Dez. 1992 | Lutherstadt Eisleben–Sangerhausen                                     | Halle–Hann. Münden                                  | 21,5       | integriert in das VDE-Projekt Nr. 6                                                                  |
| 5. Mai 1993   | Sangerhausen–Nordhausen–Sollstedt                                     | Halle–Hann. Münden                                  | 64,7       | integriert in das VDE-Projekt Nr. 6                                                                  |
| 18. Mai 1993  | Neustrelitz Hbf–Neubrandenburg                                        | Berlin-Neustrelitz–Stralsund                        | 35,2       | |
| 20. Mai 1993  | Abzw Wilhelmshorst–Bergholz (b Potsdam)                               | (Helmstedt–Magdeburg–) Güterglück–Berlin            |            | Vorgriff auf das VDE-Projekt Nr. 5                                                                   |
| 22. Mai 1993  | Güterglück–Wiesenburg (Mark)                                          | Berlin–Blankenheim                                  | 33,7       | Vorgriff auf das VDE-Projekt Nr. 5                                                                   |
| 23. Mai 1993  | Helmstedt–Magdeburg Hbf                                               | Braunschweig–Magdeburg                              | 47,6       | VDE-Projekt Nr. 5 1,8 km in Niedersachsen                                                            |
| 3. Juli 1993  | Bergholz (b Potsdam)–Berlin-Charlottenburg                            | Berlin–Blankenheim                                  | 24,3       | VDE-Projekt Nr. 5                                                                                    |
| 3. Juli 1993  | Berlin-Charlottenburg–Berlin Zoologischer Garten                      | Berliner Stadtbahn                                  | 2,2        | VDE-Projekt Nr. 5                                                                                    |